# فهرست سفیران ایران در فیلیپین
از ۱۸ مهرماه ۱۳۴۳ روابط سیاسی بین ایران و دولت جمهوری فیلیپین برقرار و سفرای ایران در ژاپن در مانیل وزیرمختار اکردیته شدند.

## پهلوی
- عباس نجم (آذر ۱۳۵۵ تا اسفند ۱۳۵۷)

## جمهوری اسلامی
- عبدالرضا اسبقی (کاردار موقت) (اسفند ۱۳۵۷ تا دی ۱۳۵۸)
- سعید زیباکلام (کاردار موقت) (دی ۱۳۵۸ تا شهریور ۱۳۵۹)
- محمد گورکی (مسئول موقت) (شهریور ۱۳۵۹ تا دی ۱۳۶۱)
- سیروس نساجی (مسئول موقت) (دی ۱۳۶۱ تا شهریو ۱۳۶۳)
- محمود بیات (کاردار موقت) (شهریور ۱۳۶۳ تا بهمن ۱۳۶۶)
- سید کمال‌الدین سجادی (کاردار موقت) (بهمن ۱۳۶۶ تا ۱۳۶۹)
- عبدالعظیم هاشمی‌نیک (۱۳۶۹ تا مرداد ۱۳۷۴)
- سید ابوالحسن رضوانی (کاردار موقت) (مرداد و شهریور ۱۳۷۴)
- محمد رئیسی (شهریور ۱۳۷۴[۲] تا مهر ۱۳۷۸)
- غلامرضا یوسفی (مهر ۱۳۷۸[۳] تا مهر ۱۳۸۲)
- جلال کلانتری (مهر ۱۳۸۲[۴] تا ۱۳۸۶)
- علی‌مجتبی روزبهانی (۱۳۸۶ تا ۱۳۹۰)
- علی‌اصغر محمدی (۱۳۹۰ تا ۱۳۹۴)
- محمد تنهایی (۱۳۹۴ تا ۱۳۹۸)
- علیرضا توتونچیان (۱۳۹۸ تا ۱۴۰۲)
- یوسف اسماعیل‌زاده (۱۴۰۲ تاکنون)